# Junges Glück im April
Junges Glück im April (Originaltitel: April Love) ist eine US-amerikanische Filmmusikkomödie von Henry Levin und David Weisbart nach dem Roman Phantom Filly von George Agnew Chamberlain. Der von Hauptdarsteller Pat Boone gesungene Titelsong erreichte im Dezember 1957 Platz 1 der Billboard-Charts und wurde für einen Oscar als bester Originalsong nominiert.

## Handlung
Nick Conover, ein junger Mann aus Chicago, kommt auf der Pferdefarm seiner Tante Henrietta und seines Onkels Jed Bruce in Kentucky an. Beide haben Nick seit seiner Kindheit nicht mehr gesehen. Der Umzug ist Teil von Nicks Bewährungsauflagen, nachdem er wegen einer Spritztour mit seinen Freunden in einem gestohlenen Auto verurteilt wurde. Jed will Nick zunächst nicht in seinem Haus haben, und Nick erkennt allmählich, dass der Grund für seine Feindseligkeit im Verlust seines einzigen Sohnes Jed Bruce Jr. liegt, der im Koreakrieg gefallen ist.
Jed, der einst Trabrennpferde züchtete, trainierte und ritt, hat den Hof vernachlässigt. Es gibt nur noch ein Pferd, den temperamentvollen und schwer zu bändigenden Hengst Tugfire, der Liebling seines Sohnes. Nicks Desinteresse und Unwissenheit im Umgang mit Pferden zeigt sich zum ersten Mal, als er mit Tugfire allein auf die Pferch geht und dieser ihn angreift.
Nick trifft die Nachbarn der Bruces, die Templetons, nachdem die jüngere Templeton-Tochter Liz Jed und Nick auf ihre Farm eingeladen hat. Nick geht hin und ist erstaunt, wie üppig die Templeton-Farm im Vergleich zu der seiner Tante und seines Onkels ist. Liz ist die Tomboy und Farmliebhaberin, die in Nick verknallt ist, während ihre ältere Schwester Fran die Kultivierte ist, die mit Al Turner zusammen ist. Während Liz mit einem Sulky über die Rennstrecke fährt, fühlt sich Nick, der Liz ignoriert, zu Fran und ihrem Austin-Healey-Sportwagen hingezogen, und sie erlaubt ihm, den Motor zu inspizieren. Er lehnt Fran's Angebot ab, ihn den Wagen fahren zu lassen, da ihm der Führerschein entzogen wurde. Seine Liebe zur Mechanik wird erneut deutlich, als er Jeds Traktor repariert und mit Jeds Einverständnis die alte Schrottkiste, die in der Scheune steht, mit der Hilfe von Liz repariert.
Nick verbringt Zeit mit den beiden Templeton-Mädchen und hält Liz für eine "gute Sportlerin" und Fran für eine gute Freundin, obwohl sie mit Al zusammen ist. Die vier verstehen sich gut, obwohl Liz weiß, dass Nick sich zu Fran hingezogen fühlt. Bei einer Grillparty prahlt Nick Fran gegenüber damit, dass sein Schrottkarren ihren Sportwagen in einem Rennen schlagen könnte. Fran schlägt ein Rennen auf einer Landstraße vor. Obwohl dies gegen seine Bewährungsauflagen verstößt, willigt Nick ein. Während des Rennens kommt Fran von der Straße ab und prallt mit ihrem Wagen gegen einen Zaun, aber sie und Al bleiben unverletzt. Als Nick mit seinem Wagen um die Rennstrecke fährt, erschreckt er Tugfire, der über den Zaun springt und wegläuft. Tugfire, der sich in den Dornen verheddert hat, wird von Nick befreit. Jed und Henrietta sind überrascht, einen ruhigen Tugfire zu sehen, der von Nick geführt wird. Jed beschließt, dem zögerlichen Nick beizubringen, wie man Tugfire im Trab reitet.
Kurz vor dem Trabrennen auf der Bentonville Fair erkrankt Tugfire, nachdem Nick ihn während eines heftigen Gewitters in der Koppel zurückgelassen hat. Der Tierarzt tut alles, um Tugfire zu behandeln. Spät in der Nacht, als Nick, Liz und Onkel Jed Wache halten, steht Tugfire auf. Nach einer kurzen Untersuchung glaubt Jed, dass er wieder laufen kann. In ihrer Aufregung über Tugfires verbesserten Zustand gibt Liz Nick einen kurzen Kuss, der Nick endlich dazu bringt, Liz in einem romantischeren Licht zu sehen.
Auf dem Jahrmarkt entwickeln Nick und Liz romantische Gefühle füreinander, die in einem Beinahe-Kuss auf dem Riesenrad gipfeln. Bei den Rennen erfährt Nick, dass er nur einen der beiden Vorläufe gewinnen muss, um ins Finale zu kommen. Er und Tugfire gewinnen das erste Rennen, vor allem, weil er ein unbekannter Fahrer ist und deshalb niemand auf ihn achtet. Im zweiten Durchgang wird er vom Fahrer der Templetons eingekesselt, dessen Räder blockieren. Da der Fahrer der Templetons ihn nicht an der Innenseite vorbei lassen will, versucht Nick, sich mit Gewalt vorbei zu drängen. Dabei stürzt er und der Sulky wird beschädigt. Jed beschließt, Nick und Tugfire aus dem Finale zu nehmen, da er merkt, dass er Nick zu sehr unter Druck gesetzt hat. Nick will jedoch mit einem von Mr. Templeton gespendeten Sulky am Finale teilnehmen, und Jed beobachtet vom Rand aus, wie Nick sein früheres Training nutzt und die Zielgerade hinunterfährt, um das Rennen zu gewinnen.
Unmittelbar nach dem Rennen taucht jedoch der örtliche Sheriff auf, um Nick wegen Verstoßes gegen seine Bewährungsauflagen zu verhaften und nach Chicago zurückzuschicken. Ohne zu wissen, dass dies zu Problemen führen würde, gibt Fran einen Unfallbericht über ihren Autounfall ab, in dem sie angibt, dass Nick der Fahrer des anderen Fahrzeugs war. Liz mischt sich ein und behauptet, Fran habe sich geirrt und sie sei die Fahrerin gewesen, eine Geschichte, die Fran und Henriette fälschlicherweise bestätigen. Nick, der das Richtige tun will, gibt zu, dass Frans Aussage richtig ist. Der Sheriff beschließt, Nick auf Bitten von Mr. Templeton in Kentucky zu lassen, da es sich um ein geringfügiges Vergehen handelt und niemand zu Schaden gekommen ist.

## Produktion
Der Film war ein Remake von Zu Hause in Indiana und hieß ursprünglich Young in Love.
Aufgenommen wurde der Film in CinemaScope und DeLuxe Color.
Die Dreharbeiten begannen im Juni 1957, noch bevor die Öffentlichkeit Boones ersten Film Bernardine gesehen hatte. Die Dreharbeiten fanden in Hollywood und vor Ort in Kentucky statt.
Zu Beginn der Dreharbeiten in Kentucky wurde Boone während einer Szene in einen Autounfall verwickelt. Er saß als Beifahrer in einem Auto, das von zwei Mädchen aus der Gegend überholt werden sollte. Die Autos kollidierten, aber Boone blieb unverletzt.
Boone küsste Shirley Jones nicht auf der Leinwand, aus Angst, seine Frau zu verärgern.

## Synchronisation
Die deutsche Synchronisation des Films übernahm die Elite-Film Franz Schröder GmbH in Berlin, nach einem Dialogbuch von Fritz A. Koeniger und Dialogregie führte Konrad Wagner.
| Rolle           | Darsteller       | Sprecher            |
| --------------- | ---------------- | ------------------- |
| Nick Conover    | Pat Boone        | Michael Chevalier   |
| Liz Templeton   | Shirley Jones    | Ingeborg Wellmann   |
| Fran Templeton  | Dolores Michaels | Sigrid Lagemann     |
| Jed Bruce       | Arthur O’Connell | Eduard Wandrey      |
| Henrietta Bruce | Jeanette Nolan   | Inge Landgut        |
| Dan Templeton   | Matt Crowley     | Ernst von Klipstein |
| Al Turner       | Bradford Jackson | Rainer Brandt       |

## Kritiken
Die meisten Kritiken über den Film waren gemischt. Leonard Maltin beschrieb den Film als „ansprechendes Musical“, während Bosley Crowther von der New York Times meinte, der Film habe „zwei der schönsten jungen Sänger, die man irgendwo finden kann, eine Reihe angenehmer Melodien, einige schöne Kentucky-Landschaften in guten Farben und absolut keine Handlung“. Harold Whitehead von der Montreal Gazette nannte den Film eine „lange, langsame musikalische Romanze" und bemerkte insbesondere, dass Boone, "der respektable Held der Teenager, so hart an seinem Ruf gearbeitet zu haben scheint, dass er sich in einen ziemlich aufgeblasenen jungen Mann verwandelt hat“.
Boone bezeichnet ihn als einen seiner Lieblingsfilme, „die Art von Film, von der ich mir wünschte, ich hätte noch 20 weitere machen können: ein Musical, sympathische Charaktere, ein wenig Drama, eine gute Handlung, ein Happy End, die Art von Film, bei der man sich gut fühlt. Ich wollte nie einen deprimierenden oder unmoralischen Film machen.“ Die Zeitschrift Diabolique schrieb später: „Warum hat er es nicht getan? Der Film war ein Erfolg... Und es war ja nicht so, dass es der Fox an Americana-Geschichten in ihrem Backkatalog mangelte, die sie hätte neu auflegen können: Kentucky (1938), Maryland (1940), Margie (1946), Smoky (1946), Scudda Hoo! Scudda Hay! (1948) usw. Sein einziges weiteres Remake war State Fair, und das nicht einmal mit Starbesetzung. Warum hat man ihn nicht wieder mit Jones zusammengebracht?“

## Auszeichnungen
| Auszeichnung              | Jahr | Kategorie                                      | Empfänger                                       | Resultat  |
| ------------------------- | ---- | ---------------------------------------------- | ----------------------------------------------- | --------- |
| Boxoffice Magazine Awards | 1957 | Best Picture of the Month for the Whole Family | Henry Levin                                     | Gewonnen  |
| Laurel Award              | 1958 | Bestes Musical                                 | Junges Glück im April                           | Nominiert |
| Laurel Award              | 1958 | Beste Hauptdarstellerin in einem Musical       | Shirley Jones                                   | Nominiert |
| Laurel Award              | 1958 | Bester Hauptdarsteller in einem Musical        | Pat Boone                                       | Nominiert |
| Laurel Award              | 1958 | Bester Musik-Choreograph                       | Lionel Newman                                   | Nominiert |
| Oscar                     | 1958 | Beste Filmmusik                                | Sammy Fain (Musik), Paul Francis Webster (Text) | Nominiert |